# شركة مورنينج ستار
شركة مورنينج ستار. هي شركة عالمية للخدمات المالية ومقرها في شيكاغو ، إلينوي ، الولايات المتحدة . يوفر مجموعة من خدمات البحوث الاستثمارية وإدارة الاستثمار . أسس جو مانسويتو الشركة في عام 1984. 
تعتبر أبحاث وتوصيات الشركة من قبل الصحفيين الماليين مؤثرة للغاية في صناعة إدارة الأصول ، والتوصية الإيجابية أو السلبية من محللي الشركة يمكن أن تدفع مليارات الدولارات إلى أو بعيدا عن أي صندوق معين.  من خلال قسم إدارة الأصول ، تدير الشركة حاليًا أكثر من 200 مليار دولار اعتبارًا من 31 مارس 2019. 
كما توفر الشركة شعبية برامج ومنصات البيانات للعاملين في الاستثمار ، بما في ذلك «مورنينج ستار دايركت» و «مورنينج ستار ادفيسور وركستشن». 

## روابط خارجية
- الموقع الرسمي
- موقع الشركة الألكتروني
- فهم تقييم Morningstar واختيار محلل الصندوق (من www.morningstar.com)[وصلة مكسورة]